# Vampyressa thyone
Vampyressa thyone е вид бозайник от семейство Phyllostomidae.

## Разпространение
Видът е разпространен в Южна и Централна Америка, където се среща от Южно Мексико до Боливия, Гвианите и западна Бразилия.